# Teinobasis chionopleura
Teinobasis chionopleura là một loài chuồn chuồn kim trong họ Coenagrionidae.
Teinobasis chionopleura được Lieftinck miêu tả khoa học năm 1987.